# Tuscania
Tuscania – miejscowość i gmina we Włoszech, w regionie Lacjum, w prowincji Viterbo.
Według danych na rok 2004 gminę zamieszkiwało 7708 osób, 37,2 os./km².